# Zingané
Zingané est une commune rurale située dans le département de Koper de la province de l'Ioba dans la région Sud-Ouest au Burkina Faso.

## Géographie
Zingané se trouve à 3,5 km au sud-est de Koper et à environ 19 km au sud-est de Dano, le chef-lieu provincial.

## Santé et éducation
Le centre de soins le plus proche de Zingané est le centre de santé et de promotion sociale (CSPS) de Gourpouo tandis que le centre médical avec antenne chirurgicale (CMA) de la province se trouve à Dano.